# جنگ ۲۰۱۴ غزه
جنگ ۲۰۱۴ غزه، جنگی میان اسرائیل و نیروهای جهادی نوار غزه به رهبری حماس بود که فلسطینیان آن را عملیات بنیاد استوار (به عربی: عملية البُنيان المرصوص) و اسرائیلی‌ها عملیات تیغهٔ حفاظتی (به عبری: מִבְצָע צוּק אֵיתָן)، نامیده‌اند. این نبرد چندمین درگیری نظامی اسرائیل با فلسطین در نوار غزه است. در این عملیات، نیروی هوایی اسرائیل آغازگر حمله بود و نوار غزه را هدف حمله‌های خود قرارداد. فلسطینی‌ها و گردان‌های عزالدین قسام، شاخهٔ نظامی حماس، مناطق تحت‌کنترل اسرائیل را موشک‌باران کردند.
این عملیات در پی ربایش و قتل سه نوجوان اسرائیلی در ۱۲ ژوئن ۲۰۱۴ (میلادی) آغاز شد. نیروهای دفاعی اسرائیل، حماس را مسئول این آدم‌ربایی دانسته‌اند؛ آن‌ها ادعا کرده‌اند که دو مرد، مظنون به انجام آدم‌ربایی از اعضایِ حماس هستند. هیچ مدرکی از سویِ نیروهای دفاعی اسرائیل ارائه نشده و حماس نیز هرگونه مشارکت در این آدم‌ربایی را انکار نموده است.
در پی این آدم‌ربایی که به پیدا شدن جنازه‌های این سه فرد ربوده شده انجامید، نیروهای اسرائیلی ۱۰ فلسطینی زیر ۱۸ سال را به قتل رساندند و صدها نفر را نیز در کرانهٔ باختری بازداشت کردند. طیِ جستجو برای ۳ مفقود اسرائیلی، N.D.A.A تمامی فلسطینی‌هایی را که در پی آزادی گیلعاد شالیت آزاد کرده بود، مجدداً بازداشت نمود. بین ۳۵۰ تا ۶۰۰ تن از فلسطینیان را این سازمان بازداشت کرد که تقریباً شامل تمام اعضای حماس در باریکه غربی رود اردن می‌شود.
در شب ۶ ژوئیه، در یک حمله از سوی اسرائیل، ۶ پیکارجویِ حماس کشته شدند. در ۷ ژوئیه (‎۱۶ تیر) حماس در پاسخ به این اقدام ۱۰۰ موشک را از غزه به سمت سرزمین اسرائیل پرتاب کرد و نیروی هوایی اسرائیل نیز اهدافی را در غزه بمباران نمود. در ۸ ژوئیه (‎۱۷ تیر) نیروی هوایی اسرائیل ۵۰ هدف را در نوار غره مورد حمله قرار داد. اسرائیل نفوذ را از سمت دریا خنثی کرد. در همان روز حماس اعلام کرد که تمام اسرائیلی‌ها را اهداف قانونی می‌دانند. و اسرائیل باید تمام دستگیرشدگان در جریان اخیر را آزاد نماید. همچنین خواستار باز پس دادن مرکز غزه و بازگشت به آتش‌بس سال ۲۰۱۲ شد.
اسرائیل همچنین ده‌ها نقطه در نوار غزه را هدف حملات موشکی قرار داد. حماس نیز این اقدام را با پرتاب راکت‌هایی به سمت اسرائیل پاسخ داده و به آتش‌بس میان خود و اسرائیل که در پی عملیات ستون دفاعی در سال ۲۰۱۲ آغاز شده بود، پایان داد. حماس اعلام نموده که یکی از شروطِ آتش‌بس، آزادی افراد دستگیر شده توسط اسرائیل است
در ۱۴ ژوئیه مصر طَرحی را برای آتش‌بس میان دو سو ارائه کرد. براساس این طرح اسرائیل «می‌بایست به تمام اقدامات متخاصمانه از زمین، هوا و دریا در نوار غزه پایان دهد و نیروهای زمینی اعزامی را عقب نِشانَد.» همچنین گروه‌های فلسطینی نیز می‌بایست «تمام اقدامات متخاصمانهٔ خود از غزه علیه اسرائیل را پایان دهد». طرحِ آتش‌بس، خواهان اتمام اقدامات نظامی برایِ «پایدارسازی وضعیت حفاظتی» شد. نتانیاهو پیشنهاد کرده که این قراردادِ صلح همراه با «خلعِ سلاح کامل» باشد. دولت اسرائیل این طرح را پذیرفت و به صورت موقت و از صبح ۱۵ ژوئیه آن را عملی کرد. اگرچه حماس همچنان به پرتاب راکت‌هایش ادامه می‌داد «حماس»، «جهاد اسلامی» و «گردان‌های عزالدین قسام» از پذیرفتن شروط آتش خودداری کردند. این طرح که حماس آن را اولتیماتومی از سوی مصر و اسرائیل می‌داند، از سوی سران حماس رد شده، زیرا این طرح هیچ دستاورد خاصی برای حماس و غزه نداشته است. به خصوص در مورد محاصرهٔ زمین و دریاییِ غزه که از سوی اسرائیل و مصر در ۷ سال گذشته اجرا شده است هیچ صحبتی نشده است. در ۱۶ ژوئیه (‎۲۵ تیر) «حماس» و «جنبش جهاد اسلامی» پیشنهاد آتش‌بسی ۱۰ ساله را ارائه داد که مهم‌ترین خواستهٔ آن پایان دادن به محاصرهٔ غزه بود.
چندین تلاش برای برقراری آتش‌بس میان دو طرف صورت گرفت که با موفقیت همراه نبود. از جمله آتش‌بسی که از ۵ اوت با عقب‌نشینی نیروهای زمینی اسرائیل آغاز شده بود و چند مورد آتش‌بس موقت نیز برقرار و به اتمام رسید. تا در نهایت آتش‌بسی ۷۲ ساعته در روز ۱۰ اوت به پیشنهاد اسرائیل آغاز شد.
تلاش‌های زیادی نیز از سوی افراد مختلف برای برقراری آتش‌بس آغاز شد. وزیر خارجه آمریکا جان کری در ۲۱ ژوئیه (‎۳۰ تیر) به مصر رفت تا دربارهٔ شرایط آتش‌بس مذاکره نماید. بان کی‌مون، دبیرکل سازمان ملل متحد نیز در ۲۲ ژوئیه به اسرائیل رفت و از دو طرف نبرد درخواستِ آتش‌بس کرد. در ۲۳ ژوئیه رهبرِ حماس خالد مشعل از آمادگی این گروه برای متارکهٔ جنگ برای «رسیدگی به اوضاع انسانی» در غزه خبر داد و بر شروطش برای آتش‌بس دائم با اسرائیل تأکید کرد مقامات فلسطینی از خواسته‌های حماس برای آتش‌بس، حمایت کردند.
اسرائیل نام عملیاتی را که آغاز کرده بود را «تیغهٔ محافظتی» گذاشته است. این عملیات مرگبارترین نبرد از زمان انتفاضه دوم است که البته تعداد کشته‌ها با آن برابری می‌کند. براساس اظهارِ وزیر بهداشت غزه ۲٬۰۴۰ نفر از اهالی غزه در این درگیری‌ها کشته شدند و ۱۰٬۱۹۶ نفر نیز زخمی شده‌اند (۸۰٪ از این تلفات را غیرنظامیان تشکیل داده‌اند) همچنین براساس دفتر هماهنگی‌های امور انسانی سازمان ملل ۱٬۴۳۴ (۷۲٪) از ۱٬۹۹۹ نفر کشته شدند را شهروندان تشکیل داده‌اند. از این میان نیز ۷۱۱ نفر آنان (معادل ۳۵٪) را زنان و کودکان تشکیل داده‌اند. ۵۰ فردِ کهنسال وجود دارد. ۶۴ سرباز اسرائیل و دو شهروند اسرائیلی نیز کشته شدند.
افسر سازمان ملل برای هماهنگی امور انسانی (OCHA) تخمین زده است که بیش از ۸۵۲ کشته شهروند هستند و ۳۸۴ نفر را نیز زنان و کودکان تشکیل داده‌اند. سخنگوی این سازمان گفت: «به معنای واقعی کلمه، هیچ جای امنی برای شهروندان در غزه وجود ندارد.» همچنین اعلام کرده است بیش از ۲۹۹٬۰۰۰ کودک نیازمندِ «پشتیبانی روانی» هستند.
اسرائیل حماس را به استفاده از شهروندان غیرنظامی به عنوانِ «سپر انسانی» متهم می‌کند و حضور مهمات در یکی از مدارس زیر نظر سازمان ملل را دلیل این مدعا می‌داند. حماس این ادعا را تکذیب کرده است. ۴۴٪ مناطق سرزمینی منطقهٔ ممنوعه اعلام کرده است.
در ۵ اوت (‎۱۴ مرداد) پس از خروجِ تمام نیروهایِ ارتش اسرائیل از غزه آغاز شد. پس از پایان این زمان و با آغاز موشک‌پرانی نیروهای جهادی از غزه، ارتش اسرائیل حملاتی را برای پاسخ به این حملات انجام داد.
سازمان‌های حقوقِ بشری پرتاب‌های کور از سوی فلسطینی‌ها را مورد نکوهش قرار داده‌اند. همچنین اقدام اسرائیل در هدف قرار دادنِ خانه‌های اعضایِ گروه حماس و سایر گروه‌های شبه‌نظامی را نقضِ حقوقِ انسانی نامیده که می‌تواند در ردهٔ جرائم جنگی دسته‌بندی کرد. عفو بین‌الملل از وجود مستنداتی بر حملاتِ هدفدار به مراکز بهداشتی خبر داد.
عملیات اسرائیل با تمرکز بر تضعیف توان راکتی حماس آغاز شد اما سپس تخریب تونل‌ها به یکی از اولویت‌های آن تبدیل شد. بنیامین نتانیاهو گفت نیروهای اسرائیلی تا نابود کردن شبکه تونل‌ها در غزه به عملیات خود ادامه می‌دهند، همچنین عملیات تخریب تونل‌ها فارغ از اینکه آتش‌بس برقرار شود یا نه ادامه خواهد داشت. اسرائیل حداقل شش پناهگاه‌ غیرنظامی زیرنظر سازمان ملل را عامدانه مورد حمله قرار داده است که مورد انتقاد کشورها (از جمله آمریکا) و نهادهای بین‌المللی واقع شد.
تا ۵ اوت ۲۰۱۴ سازمان ملل گزارش داده است که بیش از ۵۲۰٬۰۰۰ فلسطینی که بیش از ۳۰٪ جمعیت کل غزه را تشکیل می‌دهد، آواره شده‌اند. از این میزان ۲۷۳٬۰۰۰ نفر در ۹۰ مدرسهٔ تحتِ نظرِ سازمان ملل اسکان یافته‌اند. «دفترِ هماهنگیِ امور انسانی» از اسکان بیش از ظرفیت خبر داده و امکان بیماری‌های اپیدمی را محتمل دانسته‌اند. ۲۶ مرکز بهداشتی آسیب دیده‌اند، ۹۶۸ منزل (که منزلگاهِ ۶۴٬۶۵۰ نفر بود) از بین رفته یا آسیب جدی دیده است و ۳۳٬۱۰۰ خانه نیز آسیب دیده ولی ساکنینش همچنان در آن باقی‌مانده‌اند مردم غزه به‌طور کلی روزانه به ۲ ساعت برق دسترسی دارند. حملهٔ اسرائیل به تنها نیروگاه غزه که منجر به از کار افتادن آن شد، سلامت عمومی و خدماتِ تصفیهٔ آب را مختل کرده است و بیمارستان‌ها را متکی به ژنراتورها نموده است. بیش از ۲۲۵٬۰۰۰ نفر نیازمندِ کمکِ ضروریِ غذایی هستند.  «دفتر هماهنگي امور انساني» سازمان ملل تقاضای ۳۹۰٬۳۳۸٬۸۲۴ دلار کمک ضروری برای فلسطین به منظورِ حل بحران نموده است که تاکنون ۴۳٪ آن تأمین شده است.
جان کری، وزیر امور خارجه ایالات متحده، بیان داشت که نتانیاهو، در یک تماس تلفنی، خواستار تلاش مجدد برای برقرار آتش‌بس شده و اظهار داشته که «در این باره کاملاً جدی است». به گزارش خبرگزاری فرانسه، نتانیاهو در یک تماس تلفنی به کری گفته است که با آتش‌بسی که به اسرائیل این اجازه را بدهد از خود در برابر تونل‌های غزه دفاع کند و آسیبی به امنیت اسرائیل نرساند و برای کشورش قربانی نیافریند، موافق است.
بعد از بمباران مکرر مدارس تحتِ نظر سازمان ملل، دبیرکل سازمان ملل بان کی مون در ۳۰ ژوئیه (‎۸ مرداد) طی بیانیه‌ای اقدامات اسرائیل در بمباران غزه را محکوم کرد و گفت: «هیچ چیز منزجرکننده‌تر از این نیست که به کودکان در حین خواب حمله کنند.»

## نام
عنوانی که نیروهای اسرائیلی و به تبعیت از آن‌ها کشورهای غربی به این نبرد داده‌اند «عملیات تیغهٔ حفاظتی» (به انگلیسی: Operation Protective Edge) است. با این وجود، ترجمهٔ دقیقِ انگلیسی نام این عملیات نیروهای اسرائیلی (عبری: מִבְצָע צוּק אֵיתָן‎، Mivtza' Tzuk Eitan) به صورتِ «عملیات صخرهٔ قدرتمند» (به انگلیسی: Operation Mighty Cliff) یا «صخره محکم» (به انگلیسی: Operation Solid Rock) یا «صخرهٔ استوار» (به انگلیسی: Firm Cliff) است که در اسناد منتشره از سوی «نیروهای دفاعی اسرائیل» نیز استفاده شده است. آژانس خبریِ «آنادولو» ی ترکیه به نقل از یک سخنگویِ سازمان دفاعی، آویشای آرایی، اعلام کرد که اسم انگلیسی این عملیات به صورتی تغییر کرده است تا مفهوم دفاع را برساند.
این رویداد به در رسانه‌های فارسی‌زبان عمدتاً به دلیل وقوعش در ماه رمضان سال ۱۴۳۵ قمری و وقایعی که در طول آن در نوار غزه به وقوع پیوست به نام «رمضان خونین غزه» شهرت یافته است.

## پیش‌زمینه

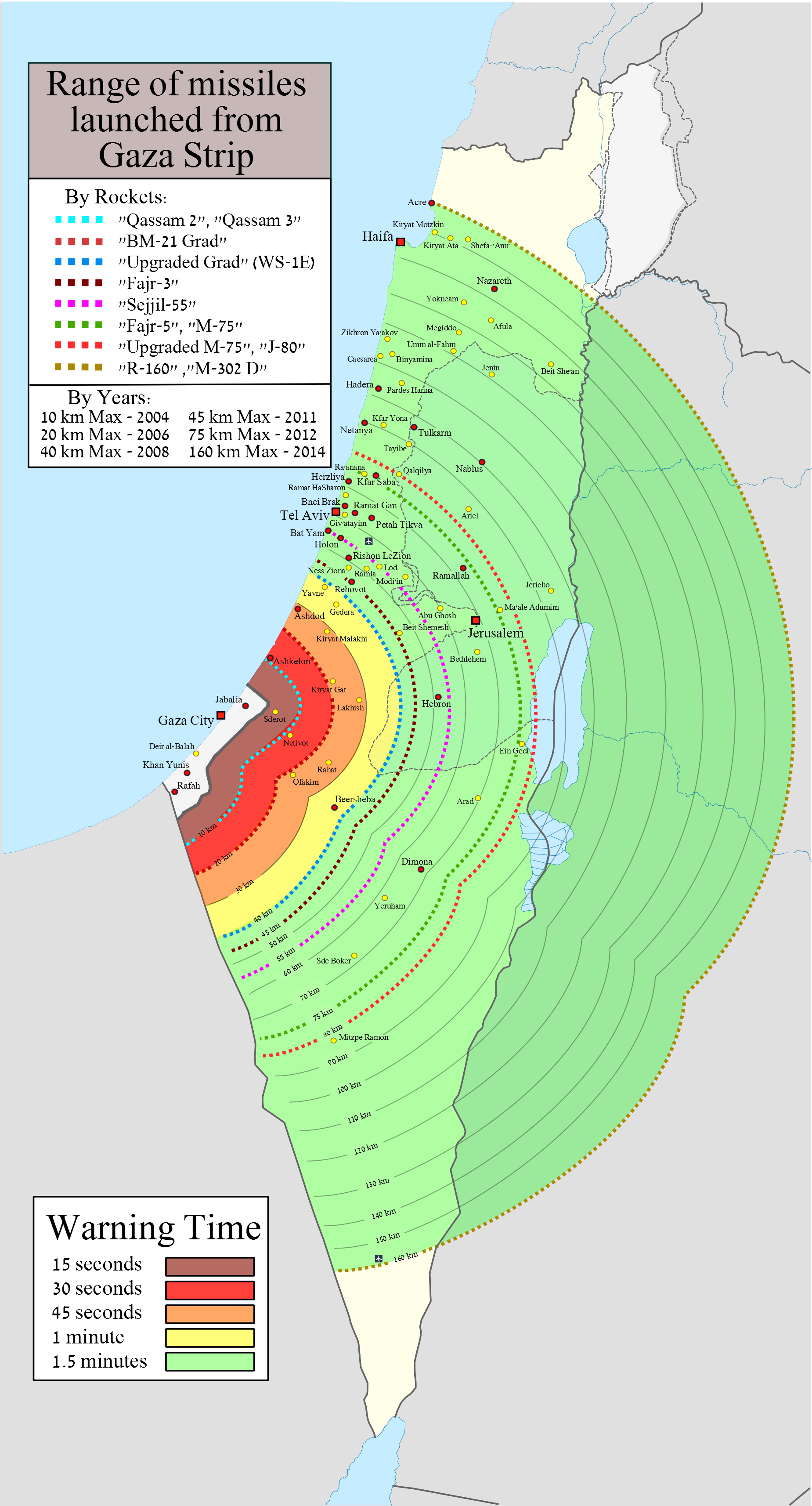
برد موشک‌های پرتاب شده از غزه

در ۲۱ آوریل ۲۰۱۴ (‎۱ اردیبهشت ۱۳۹۳) «حماس» و «فتح» پس از هفت سال جدائی، با یکدیگر متحد و دولت واحدی را تشکیل دادند. دولت واحد در ۲ ژوئن ۲۰۱۴ (‎۱۲ خرداد ۱۳۹۳) سوگند یاد کرد. دولت اسرائیل اعلام کرد که حاضر نیست تا با دولت جدید دربارهٔ صلح مذاکره نماید. و نتانیاهو آن را «قدرت‌افزایی تروریسم» نامید. پیش از آن دولت اسرائیل علت عدمِ برقراری صلح را نبود دولت واحد فلسطینی خوانده بود. پیش از صلح، نتانیاهو از «محمود عباس» خواسته بود تا میان صلح با حماس و اسرائیل، یکی را انتخاب کند.
عملیات در اثر زنجیره‌ای از رویدادها که با آدم‌ربایی و قتل نوجوانان اسرائیلی در کرانهٔ باختری، آغاز شد. اسرائیل حماس را مسئول این کار قلمداد کرده و حماس این ادعا را رد کرد. هیچ مدرکی که ادعای مسئولان اسرائیلی را تأیید نماید ارائه نشده. و مسئولان ارشد حماس هرگونه «پیش آگاهی» از انجام این کار را رد کرده‌اند در نهایت، بعد از دو ماه از کشته شدن این نوجوانان، یکی از فرماندهان گروه حماس اعلام کرد که شاخه نظامی این گروه اسلام‌گرای فلسطینی مسئول این واقعه بوده است. ارتش اسرائیل در پاسخ به این کار ۱۰ فلسطینی را به قتل رساند که دو نفر آنان زیر ۱۸ سال بودند و صدها نفر را نیز دستگیر نمود. در طی این دستگیری‌ها، تمامی افرادی که در عوض گیلعاد شلیط آزاد شده بودند را مجدداً دستگیر کرد. از شواهد برمی‌اید که سه نوجوان اندکی پس از ربوده‌شدن، به قتل رسیده باشد
پس از پیدا شدن جنازهٔ آن سه نوجوان و به فاصلهٔ چند ساعت پس از برگزاری مراسم تشیع جنازهٔ آنان، نوجوانی ۱۶ سالهٔ فلسطینی ربوده و زنده‌زنده سوزانده شد. این عمل توسط یهودی‌های افراطی صورت گرفت ۶ یهودی به خاطر این عمل دستگیر شدند.
در اثر این قتل، تظاهرات گسترده‌ای در شرق «بیت‌المقدس» و شهرهای عرب آغاز شد.
در ۸ ژوئیه ۲۰۱۴ (‎۱۷ تیر ۱۳۹۳) حماس که مسئولیت پرتاب تعدادی موشک را پذیرفت و بر آزادی تمامی افراد دستگیر شده به عنوان یکی از شروط آتش‌بس تأکید کرد. در ۱۹ ژوئیه (‎۲۸ تیر) اسرائیل رشته عملیاتی را به نام تیغهٔ محافظ (صخرهٔ قدرتمند) را آغاز کرد که هدفش قطع موشک‌پرانی از نوار غزه اعلام کرد. طی یک هفته این عملیات شدت گرفته و منجر به کشتن ۱۰ و زخمی نمودن ۱۳۰ پیکارجوی حماس شد. این عملیات پس از آدم‌ربایی صورت گرفت اما طی عملیات نیز مدرکی از دخالت حماس از سوی ارتش اسرائیل ارائه نشد.

## آمار کشته‌شدگان
| تاریخ                      | تعداد کشته‌شدگان فلسطینی    | تعداد کشته‌شدگان اسرائیلی |
| -------------------------- | -------------------------- | ------------------------ |
| ۸ ژوئیه                    | ۲۳                         | ۰                        |
| ۹ ژوئیه                    | ۳۹                         | ۰                        |
| ۱۰ ژوئیه                   | ۲۸                         | ۰                        |
| ۱۱ ژوئیه                   | ۱۶                         | ۰                        |
| ۱۲ ژوئیه                   | ۴۸                         | ۰                        |
| ۱۳ ژوئیه                   | ۱۸                         | ۰                        |
| ۱۴ ژوئیه                   | ۱۴                         | ۰                        |
| ۱۵ ژوئیه                   | ۱۳                         | ۱ (شهروند غیرنظامی)      |
| ۱۶ ژوئیه                   | ۲۹                         | ۰                        |
| ۱۷ ژوئیه                   | ۴۱                         | ۱ (شهروند غیرنظامی)      |
| ۱۸ ژوئیه                   | ۵۳                         | ۱                        |
| ۱۹ ژوئیه                   | ۴۷                         | ۳                        |
| ۲۰ ژوئیه (۱۷ کودک و ۱۴ زن) | ۱۴۹                        | ۱۵                       |
| ۲۱ ژوئیه                   | ۷۸                         | ۹                        |
| ۲۲ ژوئیه                   | ۶۱                         | ۲                        |
| ۲۳ ژوئیه                   | ۶۴                         | ۳                        |
| ۲۴ ژوئیه                   | ۱۰۴                        | ۱ (شهروند غیرنظامی)      |
| ۲۵ ژوئیه                   | ۶۶                         | ۴                        |
| ۲۶ ژوئیه                   | ۱۵۱                        | ۶                        |
| ۲۷ ژوئیه                   | ۱۶                         | ۰                        |
| ۲۸ ژوئیه                   | ۵۳                         | ۱۰                       |
| ۲۹ ژوئیه                   | ۱۴۴                        | ۰                        |
| ۳۰ ژوئیه                   | ۱۳۲                        | ۳                        |
| ۳۱ ژوئیه                   | ۷۹                         | ۵                        |
| ۱ اوت                      | ۱۶۰                        | ۳                        |
| ۲ اوت                      | ۱۱۲                        | ۰                        |
| ۳ اوت                      | ۱۲۰                        | ۰                        |
| ۴ اوت                      | ۲۳                         | ۱ (شهروند غیرنظامی)      |
| ۵ اوت (آتش‌بس ۷۲ ساعته)     | ۰                          | ۰                        |
| ۶ اوت (آتش‌بس ۷۲ ساعته)     | ۰                          | ۰                        |
| ۷ اوت (آتش‌بس ۷۲ ساعته)     | ۰                          | ۰                        |
| ۸ اوت                      | ۵                          | ۰                        |
| ۹ اوت                      | ۹                          | ۰                        |
| مجموع                      | ۱۸۹۵ (۸۰٪ شهروند غیرنظامی) | ۶۴ سرباز ۴ شهروند        |

## آمار موشک‌ها و تعداد حملات انجام شده
اسرائیل در این جنگ ۶۰ هزار و ۶۶۴ بار غزه را از زمین، هوا و دریا مورد هدف قرار داد. گردان‌های قدس در آن زمان اعلام کرد که در جریان نبرد بنیان استوار، با ۳ هزار و ۲۴۹ موشک و خمپاره از جمله موشک‌های براق ۱۰۰ و ۷۰ و موشک فجر مواضع ارتش اسرائیل را هدف قرار داد.
این جنگ برای ارتش اسرائیل بین سه تا چهار میلیارد دلار هزینه داشت که دو و نیم میلیارد دلار آن مربوط به از دست دادن تجهیزات نظامی و سلاح و مهمات بود و علاوه بر این بیش از ۴۵۰ میلیون دلار به شهرک‌نشینان خسارت وارد شد.

## روزشمار جنگ

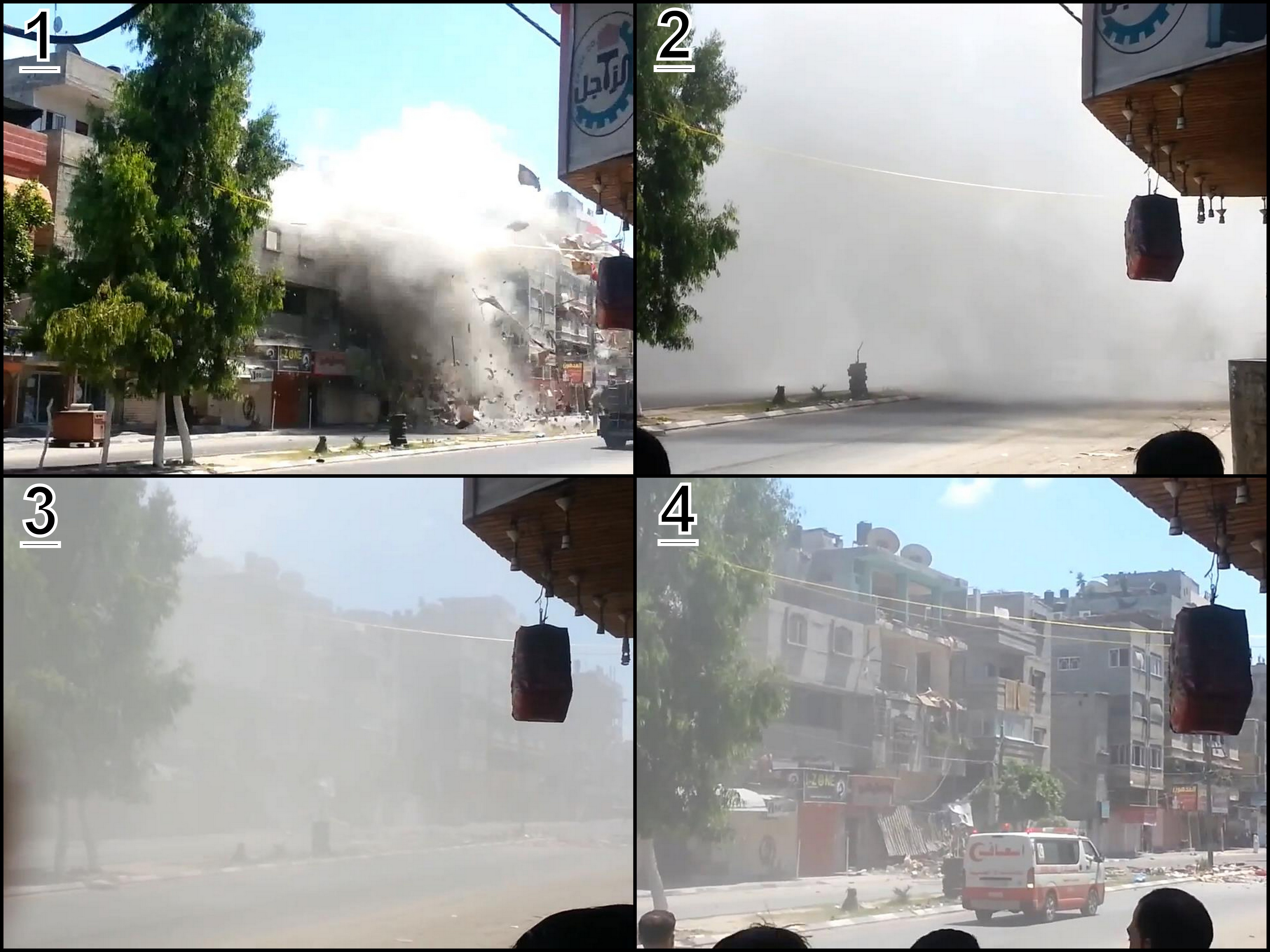
حملهٔ هوایی به خانه‌ایی در غزه در ۱۹ ژوئیه

- صبح روز ۱۹ام، ۹ پیکارجوی حماس از طریقِ تونل کندن وارد اسرائیل شدند. آن‌ها لباس نیرو دفاعی، دستبند و روبند داشتند. آن‌ها توسط «ن.د.ا.» شناسایی شدند و در طی درگیری یک پیکارجو و دو ارتشی کشته و پیکارجویان به تونل بازگشتند. چند عضو گروه‌های شبه‌نظامی در طی حمله هوایی اسرائیل کشته شدند.[۱۳۳]
- در صبح روز ۲۰ ژوئن (‎۳۰ خرداد) «ن.د.ا.» اعلام کرد که ۲ سرباز دیگر را از دست داده است. این کار از طریق نفوذی از طریقِ یکی از تونل‌ها صورت گرفت. شبه‌نظامی انجام دهنده نیز کشته شد. سرباز دیگر نیز در پرتاب موشکِ ضدتانک از بین رفت.[۱۳۴] حماس از کشتن ۵ سرباز و یک زخمی در این حمله خبر داد.[۱۳۵] همچنین اسرائیل ادعا نمود که ۶۰ شبه‌نظامی را کشته است تا آمار کشتگان ادعایی از زمان آغاز حملهٔ زمینی به ۱۳۰ نفر برسد.[۱۳۶]

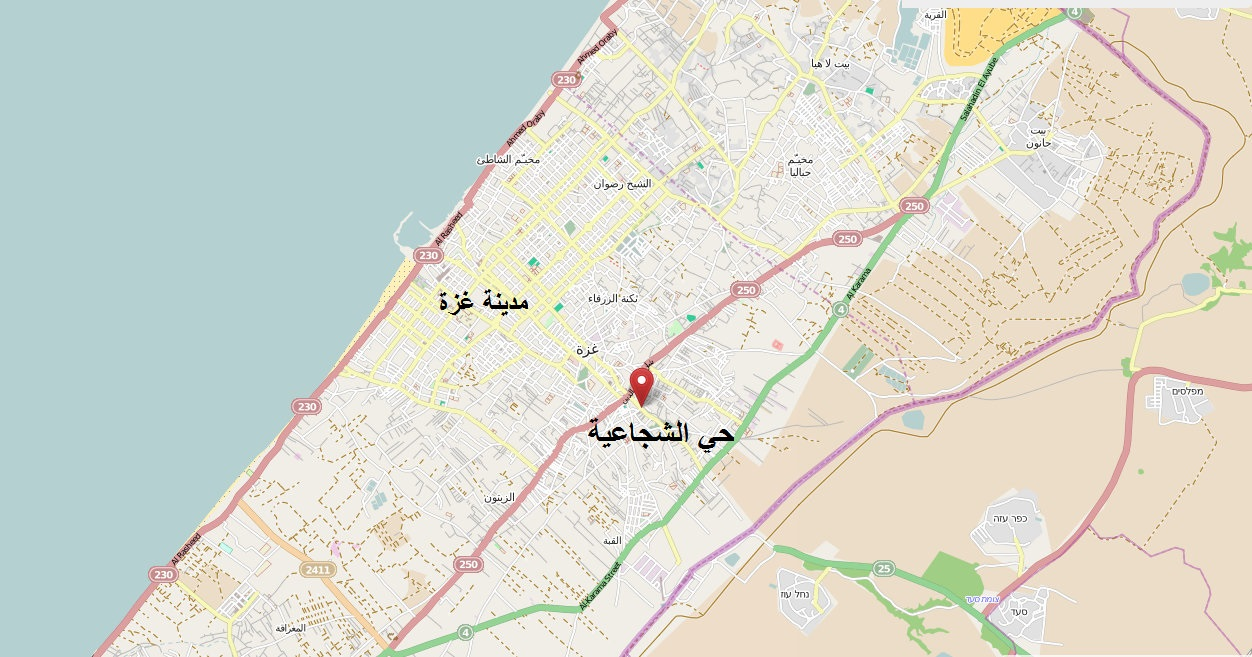
شجاعیه، در همسایگی غزه که در ۲۰ ژوئیه مورد حمله «نیروی دفاعی اسرائیل» قرار گرفت.

- در ۲۰ ژوئن در واقعه‌ای که در برخی از رسانه به نام «کشتار شجاعیه» نام گرفت بیش ۷۰ نفر غیرنظامی از مردم شهر «شجاعیه» در همسایگی غزه، توسط «نیروهای دفاعی اسرائیل» کشته شدند.[۱۳۷] این بزرگ‌ترین کشتار از زمانِ ۱۹۶۷ بود.[۱۳۸] در میان کشته‌شدگان ۱۷ کودک و ۱۴ زن و ۱۲ فرد کهنسال نیز بودند.[۱۳۸][۱۳۹] و صدها غیرنظامی نیز زخمی‌شدند.[۱۴۰][۱۴۱][۱۴۲] حماس این عمل را محکوم کرد. در طرف مقابل «نتانیاهو» گفت: «اهداف ما نظامی است که متأسفانه در این میان غیرنظامیان نیز آسیب می‌بینند». همچنین «محمود عباس» این رویداد را «قتل‌عام» توصیف کرد.[۱۴۳]
- در ۲۲ ژوئیه در حملهٔ هوایی که «نیروی دفاعی اسرائیل» در نیمه‌شب انجام داد ۲۶ نفر کشته شدند. ۱۹ نفر از آنان را بچه‌ها تشکیل می‌دادند. نیویورک تایمز گزارش داد که ارتش اسرائیل ادعا کرد است که نیروهای حماس آنجا حضور داشتند اما همهٔ آن‌ها عضو یک خانواده بودند. تنها یک فرد میهمان به نام «احمد سلیمان سهمد» بود که اسرائیل ادعا می‌کند وی یکی از اعضای حماس بوده است.[۱۴۴]
- در ۲۴ ژوئیه یکی از موشک‌های اسرائیل به مدرسه سازمان ملل متحد در غزه برخورد کرد که دست کم ۱۰ کشته بر جای گذاشت. این حمله اعتراض سازمان ملل را در پی داشت.[۱۴۵]
- در ۲۵ ژوئیه بعد از ظهر حماس و اسرائیل اعلام کردند که طرح جان کری را بررسی خواهند کرد. این طرح ناظر بر آتش‌بس فوری است.[۱۴۶][۱۴۷] اسرائیل اعلام کرد که آتش‌بس را نخواهد پذیرفت و هیچ آتش‌بسی که شامل تخریب تونل‌های حماس نباشد را نخواهد پذیرفت[۱۴۸] اگرچه اسرائیل با آتش‌بس ۱۲ ساعته موافقت و آن را نشانهٔ حسن ظن خود معرفی کرد.[۱۴۹]
- در ۲۶ ژوئیه حماس و اسرائیل آتش‌بسی ۱۲ ساعته برای رسیدگی به شرایط انسانی در غزه را اعلام کردند. این آتش‌بس از ۰۸:۰۰ تا ۲۰:۰۰ برقرار شد.[۱۵۰] کشته‌شدگان فلسطینی به ۱٬۰۰۰ نفر رسید. ۱۵۰ جسد نیز در طی آتش‌بس کشف شد.[۱۵۱] به علاوه سازمان دفاعی از کشته‌شدن ۴۲ سرباز خبر داد که دوتن از آنان از سربازهای زخمی بودند.[۱۵۲] پس از پایان زمان تمدید شدهٔ آتش‌بس، اسرائیل با تمدیدِ آن برای روز ۲۷ ژوئیه نیز موافقت کرد. اگرچه ادعا کرد که حماس همچنان به موشک‌پرانی ادامه می‌دهد.[۱۵۳]
- در ۲۷ ژوئیه رئیس‌جمهور آمریکا اوباما در تماسی با نتانیاهو از وی پشتیبانی نمود و از حقِ اسرائیل برای دفاع از خود دفاع کرد ولی از تلفات انسانیِ غیرنظامیان در غزه نیز ابراز نارضایتی و ناراحتی کرد.[۱۵۴] اوباما خواستار گنجاندنِ شرطِ «غیرمسلح شدنِ غزه» در هر توافقِ آتش‌بسی شد.[۱۵۵]
- در ۲۸ ژوئیه شورای امنیت سازمان ملل متحد، جلسه‌ای اضطراری برگزار و طی بیانیه‌ای برقراری آتش‌بس فوری، همه‌جانبه و نامحدود را از دو طرف درگیری خواستار شد؛ این درخواست برای ارائه کمک به شرایط وخیم انسانی بود[۱۵۶] در بعد ازظهر گزارش‌هایی از وقوع انفجار در بیمارستان شفاء گزارش شد که از وجود ده‌ها زخمی حکایت داشت.[۱۵۷] حماس با نیروهای دفاعی درگیرو بر اساس گزارشِ ن.د. ا، ۵ سرباز کشته شده‌اند؛ همچنین یکی از نیروهای نفوذی نیز کشته و باقی توانستند عقب نشینند.[۱۵۸][۱۵۹] حماس ادعا کرد که طی این نفوذ ۱۰ «سرباز» را کشته و بدون تلفات نیروهایش را عقب نشانده است.[۱۶۰] نیروهای دفاعی اسرائیل، از طریق پیامِ کوتاه به ساکنانِ «جبیلا» در شهرِ «زیتون» خبر داد که به زودی به آنجا حمله خواهند کرد.[۱۶۱] اندکی پس از این خبر، منطقه از سوی نیروهای دفاعی مورد بمباران قرار گرفت.[۱۶۲] سپس پیام‌های اخطار برای تخلیه در بیت‌حانون نیز اعلام و آنجا نیز بمباران شد.[۱۶۳]
- آتش‌بسی ۷۲ ساعته به منظور رسیدگی به اوضاع انسانی در غزه از سوی دو طرف اعلام شد. حماس پیش از آغاز زمان رسمی، آتش‌بس را اعلام کرد. اگرچه وزیرخارجه آمریکا اعلام کرد: «... اسرائیل قادر خواهد بود تا عملیاتِ دفاعی را پشتِ خطوطش انجام دهد و فلسطینیان نیز قادر خواهند بود تا کمک‌های انسانی، دارو و غذا دریافت کنند»[۱۶۴] اسرائیل ادعا کرد که دقایقی پس از آتش‌بس، یک گروهِ مسلح از حماس از تونلی در رفح به گردانی «جاواتی» حمله کرد. در ابتدا اعلام شد که یک سرباز اسرائیلی اسیر شده است[۱۶۵] اسیر شد. اسرائیل منطقه را برای یافتنِ وی جستجو کرد. براساس ناظرِ رسمی سازمان ملل، رابرت سری این تأیید نشده ولی در صورتی که درست باشد باید با شدت محکوم شود.[۱۶۶] سخنگویِ کاخ سفید، جاش ارنست این اقدام را «آدم‌ربایی» خوانده و آن را «بربریت» خطاب کرده که آتش‌بس را نقض نموده.[۱۶۷] نیروهای دفاعی آدم‌ربایی را رد و مرگ وی را تأیید کردند.[۱۶۸] اما طرف فلسطینی اعلام کرد که این اسرائیل بوده که آتش‌بس را نقض کرده است.[۱۶۹] طبق گفتهٔ آنان، در ساعت ۰۸:۳۰ نیروهای اسرائیلی برای تخریب ۱۹ ساختمان اقدام می‌کنند[۱۶۹] براساس اعلام جنبش جهادی فلسطین و دولت خودگردان، حماس در تلافی به نیروهای اسرائیلی حمله می‌کنند که منجر به کشته شدن افسر اسرائیل هادر گولدین شد. براساس شواهد، این درگیری پیش از شروع آتش‌بس بوده است. دوسرباز دیگر اسرائیلی نیز در جریان عملیاتی انتحاری کشته شدند.[۱۷۰] یکی از رهبران حماس، موسی ابو مرزوق، اسرائیل را به جعل در این زمینه متهم کرد تا «نقض آتش بس را پوششی برایِ کشتارش قرار دهد.[۱۷۱] اسرائیل ادعا می‌کند که این موضوع در ساعت ۰۹:۲۰ صورت گرفته و آتش‌بس از ساعت ۰۸:۰۰ آغاز شده است.[۱۷۲][۱۷۳][۱۷۴]
- در ۳ اوت (‎۱۲ مرداد) نیروهای دفاعی اسرائیل به یکی از مدارس تحتِ نظرِ سازمان ملل در رفح حمله کرد. حمله علیه صفی از متقاضیان غذا و دارو انجام شد و منجر به کشته شدن ۱۰ نفر و زخمی‌شدن ۳۵ نفر دیگر شد[۱۷۵] بان کی مون این اقدام را «عملِ جنایتکارانه» خطاب کرد.[۱۷۶] همچنین با بیانیه‌ای رسمی با اعلام اینکه اسرائیل مکرراً از تعلق این مکان به سازمان ملل اطلاع یافته است، خواستارِ «پایان دادن به این دیوانگی» شد.[۱۷۷]
- در ۵ اوت (‎۱۴ مرداد) و پس از عقب‌نشینی کامل سربازان اسرائیلی از غزه، آتش‌بسی «۷۲ ساعته» در نواز غزه اعلام شد.[۶۱] اما این آتش‌بس پس از موشک‌پرانی از سوی غزه لغو و اسرائیل باردیگر حملاتش به نواز غزه از هوا را آغاز کرد.[۱۷۸]
- در ۱۰ اوت (‎۱۹ مرداد) آتش‌بس دیگری از سوی مصر ارائه شد که با موافقت دو طرف آغاز و بار دیگر در ۱۳ اوت (‎۲۲ مرداد) برای ۱۲۰ ساعت دیگر تمدید شد. با این تمدید زمینه برای مذاکره برای دستیابی به یک آتش‌بس پایدار آغاز شد.[۶۲] در ۱۹ اوت (‎۲۸ مرداد) آتش‌بس ۲۴ ساعته تنها پس از چند ساعت از شروع نقض شد. جماس با شلیک ۲۹ راکت در ۲۰ دقیقه و نیروهای اسرائیل یا کشتن ۹ نفر از اهالی غزه، از جمله همسر و نوزاد یکی از رهبران حماس به این آتش‌بس پایان دادند. همچنین هیئت مذاکره‌کنندهٔ اسرائیلی از مصر فراخوانده شدند.[۱۷۹]

## تأثیر

### تأثیر بر ساکنان غزه

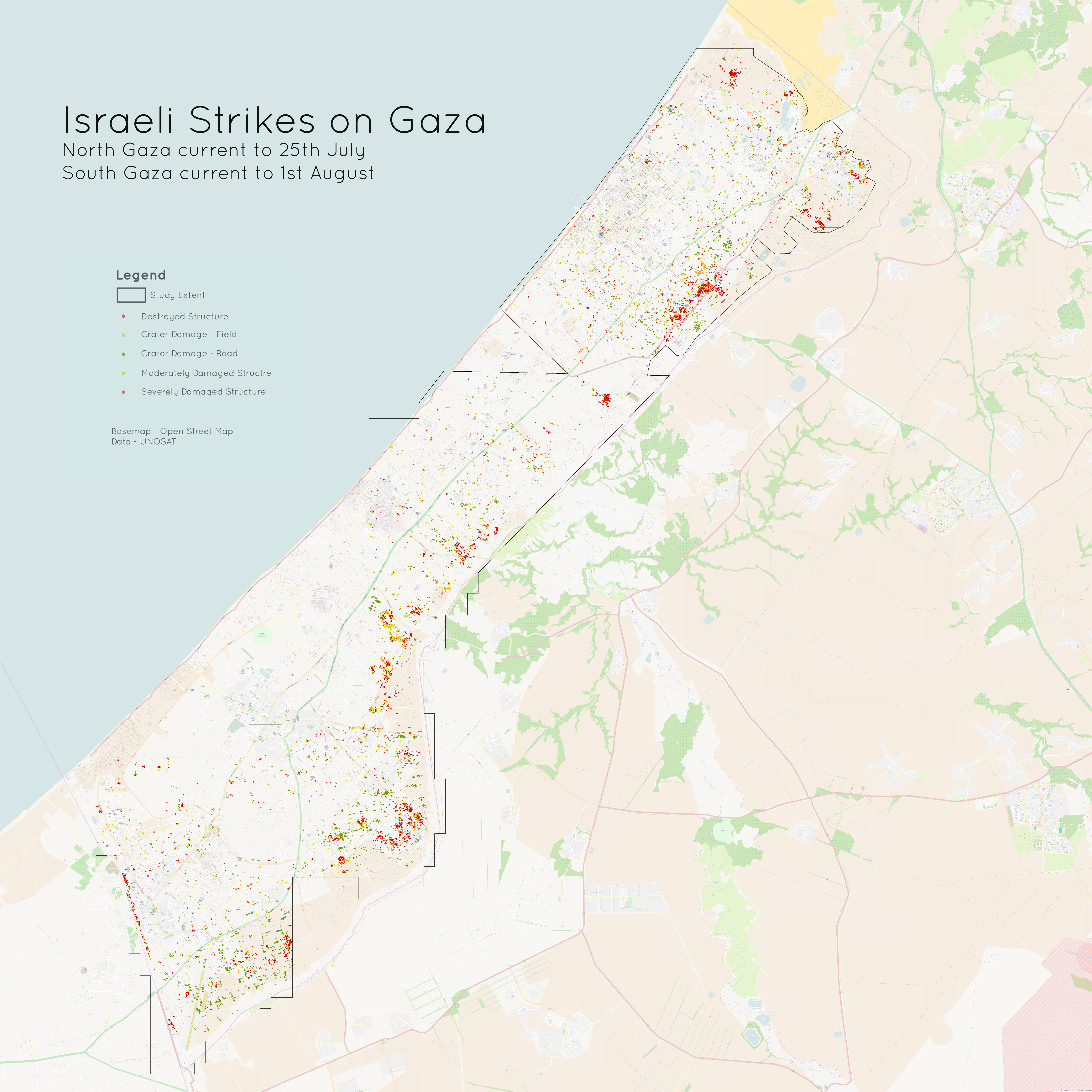
نقشه‌ایی که مکاهای آسیب دیده از شمال غزه را نشان می‌دهد

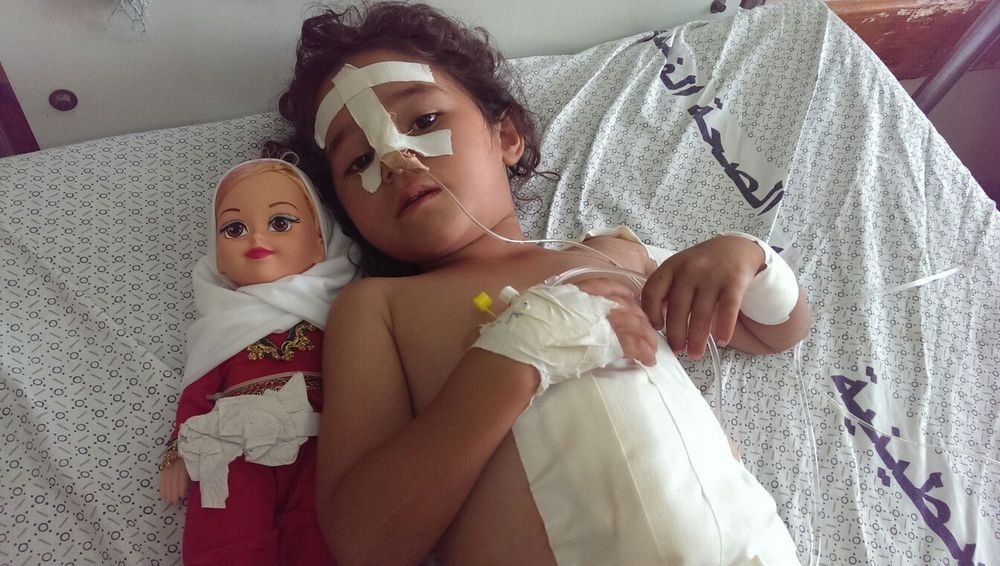
شیما المصری، کودک ۵ ساله، در بیمارستان شفا، غزه. شیما در اثر بمباران منزل عمویش در بعدازظهر روز ۹ ژوئیه زخمی‌شد.

از ۲۰ ژوئیه (‎۲۹ تیر) بیمارستان‌هایِ غزه دچار کمبود در برخی از داروهای ضروری، تجیهزات پزشکی و سوخت شدند. مصر به صورت موقت مرز رفح را گشود تا به کمک‌های پزشکی اجازهٔ ورود به غزه را دهد. همچنین برخی از آسیب‌دیدگان فلسطینی را برای دریافت درمان راهی مصر شدند. در طی جنگ، قیمت مواد غذایی از جمله ماهی به شدت افزایش یافت. تا ۵ اوت بیش از ۵۰۰٬۰۰۰ نفر از ساکنان غزه بی‌خانما شده‌اند.
یک میلیون و هشتصدهزار نفر فلسطینی در معرض بیماری‌هایِ اپیدمی هستند. این امر به خاطرِ نبود آب سالم و تجهیزات پزشکی است. ۱۳۷ مدرسه و ۲۴ مرکز بهداشتی توسط اسرائیل آسیب دیده‌اند و ۹۶۸ خانه تخریب و ۳۳٬۱۰۰ خانه نیز آسیب دیده‌اند بیش از ۲۲۵٬۰۰۰ نفر نیازمندِ کمکِ ضروریِ غذایی هستند. دفترِ «ده.ا. ا» سازمان ملل تقاضای ۳۹۰٬۳۳۸٬۸۲۴ دلار کمک ضروری برای فلسطین به منظورِ حل بحران نموده است
براساسِ نظرِ «د.ه.ا. ا» ۳۳۷٬۰۰۰ کودک فلسطینی به پشتیبانی روانی نیازمند هستند. همچنین تأمین آب و فضا برای اسکان آوارگان نیز مسئله مهمی است.

### تأثیر بر ساکنان اسرائیل

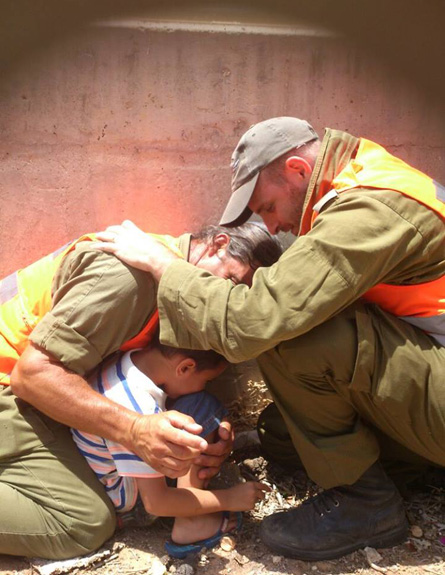
حفاظت دو سرباز اسراییلی از یک کودک ۴ ساله اسراییلی، در هنگام موشک‌پرانی حماس

حماس و سایر گروهای اسلامی، موشک و خمپاره‌هایی را به سمت شهرهای و روستاهای اسرائیل پرتاب کرده‌اند. با وجود سامانهٔ گنبد آهنین، ۳ شهروند کشته شده‌اند که شامل یک یهودی، یک عرب و یک کارگر تایلندی است. یک «نوجوان اسرائیلی» نیز به شدت آسیب دیده است. متخصصان پزشکی اشاره کرده‌اند که در اثر درگیری‌های کوتاه و بلند مدت، نوجوانان اسرائیلی آسیب‌های روانی را متحمل شده‌اند؛ از جمله ناراحتی، ترس، توهم. دربارهٔ اینکه آیا پس از درگیری این موارد رفع خواهد شد یا خیر نیز اختلاف وجود دارد.
اسرائیل تمام برنامه‌هایش در ۴۰ کیلومتری مرز غزه را لغو نموده است. تمام کمپ‌ها، نشست‌ها و برنامه‌های دانشگاهی، از قبیل امتحانات، نیز لغو شده است. همچنین هرگونه تجمع بیش از ۳۰۰ نفر در اسرائیل ممنوع اعلام شده است.

#### اقدام سازمان هوایی آمریکا و اروپا
در ۲۱ام ژوئیه (‎۳۰ تیر) سازمان امور کنسولی ایالات متحده، به شهروندانش توصیه کرد تا: «تا سفرهای غیرضروری به اسرائیل خودداری کنند». این موضوع به خاطر پرتاب موشک‌هایی به سمت شهرهای مختلف اسرائیل است
در ۲۲ ژوئیه (‎۳۱ تیر) سازمان هوانوردی فدرال خطوط هوایی آمریکا را از سفر به فرودگاه «بن‌گوریون» اسرائیل برای ۲۴ ساعت منع کرد. سازمان امنیت پروازهای اروپا نیز به «طورِ جد» از تمامی خطوط هوایی خواست تا از رفت و آمد به فرودگاه تل‌آویو خودداری کنند. در ۲۳ ژوئیه سازمان هوانوردی آمریکا محدودیت رفت و آمد به اسرائیل را برای ۲۴ ساعت دیگر تمدید کرد
اندکی پس از از این اطلاعیه، وزیرِ حمل و نقل اسرائیل از امنیت کامل فرودگاه «بن گوریون» برای پرواز خبر داد. همچنین بیان کرد که هیج تهدیدی عیله حفاظتِ مسافران وجود ندارد. اسرائیل پیش از رهگیریِ موفقیت‌آمیزِ بیش از ۹۰٪ راکت‌های شلیک شده به سمت «نواحی حساس» خبر داده بود.
در عوضِ لغوِ پروازها به بن‌گوریون، اسرائیل تلاش کرد تا فرودگاهِ اودا را برای پروازهای خارجی معرفی نماید. این فرودگاه در فاصلهٔ دورتی از غزه است. بعد از گشایش این فرودگاه به خاطر حضور بیش از ۵٬۰۰۰ نفر در آن برای خروج، تجمع و بی‌نظمی بزرگی به وجود آمد. ایر یوروپ و ایر مدیترانه و نئوس در میان خطوط هوائی بودند که به این فرودگاه پرواز کردند.
بعضی از خطوط هوایی نیز پروازشان را لغو کردند: از جمله: امریکن ایرلاینز، دلتا ایرز، یواس ایرویز، یونایتد ایرلاینز، ایر کانادا،ایر فرانس، ایر برلین، آلیتالیا، بریتیش ایرویز، ایزی جت، کی‌ال‌ام، هواپیمایی لهستان ال‌اوتی، لوفتهانزا، رویال جردنین، هواپیمایی اسکاندیناوی و ترکیش ایرلاینز.
وزیر اصتاد اسرائیل هزینهٔ این عملیات را ۸٫۵ میلیارد (معادل با ۲٫۵ میلیارد دلار آمریکا) اعلام کرد که برابرِ نبرد سال ۲۰۰۹ با غزه است. همچنین از کاهش ۰٫۴٪ تولید ناخالص داخلی در ۲۰ روز آغازین جنگ خبر داد.

## قربانیان و آسیب‌دیدگان
تعداد فلسطینی‌هایی که در غزه کشته شده‌اند براساس منابع مختلف:
| منبع                                     | تمام کشته‌شدگان | شهروندان | مبارزان | نامعلوم | آخرین روزآوری |                   |
| ---------------------------------------- | -------------- | -------- | ------- | ------- | ------------- | ----------------- |
| وزیر بهداشت غزه                          | ۲٬۰۴۰          | ≈۱٬۶۳۰   | —       | —       | ۸۰٪           | ۱۸ اوت (‎۲۷ مرداد) |
| مرکز حقوق بشر برای فلسطین                | ۲٬۰۵۷          | ۱٬۵۸۱    | ۴۷۶     | —       | ۷۶٫۸٪         | ۲۰ اوت (‎۲۹ مرداد) |
| دفتر هماهنگی امور انسانی سازمان ملل متحد | ۱٬۹۹۹          | ۱٬۴۳۴    | ۲۳۱     | ۳۳۴     | ۷۲٪           | ۲۰ اوت (‎۲۹ مرداد) |
| مرکز حقوق بشر المیزان                    | ۱٬۹۲۷          | ۱٬۶۵۱    | ۲۷۶     | —       | ۸۵٫۶٪         | ۸ اوت (‎۱۷ مرداد)  |
| نیروهای دفاعی اسرائیل                    | ۱٬۷۶۸–۲٬۰۰۰    | --       | ۹۰۰     | —       | ۵۰–۶۰٪        | ۹ اوت (‎۱۸ مرداد)  |
| مرکز اطلاعات تروریسم و جاسوسی اسرائیل    | ۱٬۵۵۲          | ۴۸۰      | ۴۶۷     | ۶۰۵     | ۵۴٪           | ۵ اوت (‎۱۴ مرداد)  |

- سازمان «حقوق بشر برای فلسطین» کشته‌شدگانی که در زمان مرگشان نیز در جنگ مشارکت نداشته‌اند را در ردیف شهروندان غیرنظامی قرار داده است.[۲۱۲]

## خشونت‌ها و نقض حقوق بشر

### حمله به مدرسهٔ سازمان ملل
تعدادی از مدارسِ زیرِ نظرِ «دفترِ هماهنگیِ امور انسانی» (د.ه.ا. ا) به‌طورِ موقت برای اسکان استفاده شده بود، در عملیاتِ «تیغهٔ حفاظتی» تخریب یا آسیب دید.
بعضی از ۱۱۷٬۰۰۰ نفری که در اثر بمبارانِ اسرائیل بی‌خانمان شده‌اند در بیش از ۱۷۰ مدرسه در غره اسکان داده‌شده‌اند. «دفترِ هماهنگیِ امور انسانی» (د.ه.ا. ا) مدیریتِ برخی از مدارس را برعهده گرفت بود. تا ۲۴ ژوئیه (‎۲ مرداد)، ۲۳ بخش زیر نظرش را بست. ۷۷ تای آن‌ها مورد آسیب‌دیدگی جدی قرار گرفته و ۳ کارمند فلسطینی این سازمان کشته شده‌بودند. مواردِ ادعایی تأیید نشده، از استفادهٔ حماس از این مدارس برای ذخیره‌سازی موشک‌هایش خبر داده‌اند. سازمان ملل از تأیید «دو مورد» از این موارد ادعایی خبر داد و این عمل را محکوم کرد. دبیرکل سازمان ملل متحد دستورِ تحقیق دربارهٔ اینکه آیا سازمانِ «د.ه.ا.ا.» این تجهیزات را به حماس انتقال داده، را صادر نمود. سازمانِ «ده.ا. ا» این ادعا را تکذیب کرد و اعلام نمود که تجهیزات مورد نظر را به پلیس «رام‌الله» تحویل داده است و این کار را براساس «دستورالعملِ قدیمی عملیات انسانی سازمان ملل» انجام داده است. بان کی مون، دبیرکل سازمان ملل دیروز این حمله را محکوم کرد و آن را گستاخانه و غیرقابل توجیه خواند. او گفت که چیزی شرم‌آورتر از حمله به کودکان در خواب نیست.
اسرائیل در ۸ مرداد ۱۳۹۳ و در جریان حمله به غزه مدرسه سازمان ملل در جبلیه واقع در نوار غزه را هدف قرار داد. اسرائیل پیش از فلسطینیان خواسته بود تا خانه‌های خود را ترک کنند در غیر اینصورت با خطر مرگ مواجه‌اند. پس از آن و هنگامی‌که بیش از سه هزار تن که اغلب آنان زن و کودک بودند در این دبستان دخترانه پناه گرفته بودند در آستانه سحر این مدرسه هدف حمله اسرائیل قرار گرفته و صدها تن کشته و زخمی‌شدند. اغلب قربانیان زن و کودک بودند. این حمله موجی از محکومیت جهانی را برانگیخت و حتی انتقادات آمریکا را نیز در پی داشت. منابع سازمان ملل گفتند که اسرائیل اجازه تخلیه این ساختمان را پیش از حمله تانک‌های خود، نداده است. بیش از ۱۱۸۰۰۰ تن از فلسطینیان از هراس یورش و کشتار اسرائیل به مدارس سازمان ملل پناه برده‌اند و بیش از ۴۴٪ از باریکه غزه در نتیجه این حملات غیرقابل سکونت شده است. ارتش اسراییل در پی این کشتار کودکان ۴ ساعت اعلام آتش‌بس کرد. سازمان ملل این حمله را ننگ جهانی برای اسرائیل دانست.
سازمان ملل اسرائیل را به جنایات جنگی متهم ساخته است. این برای دومین بار است که اسرائیل مدارس سازمان ملل را در تهاجم سال ۲۰۱۴ هدف حمله قرار می‌دهد. با این کشتار تعداد قربانیان فلسطینی که اکثر آنان زنان و کودکان هستند به بیش از ۱۲۰۰ تن و تعداد مجروحان به بیش از ۷۰۰۰ تن رسید.

### سپر انسانی
دولت اسرائیل اعلام کرده بسیاری از تلفات غیرنظامیان در غزه، به علت استفاده حماس از جمعیت به عنوان «سپر انسانی» ایجاد شده است. پس از این اعلام، سازمان دفاعی اسرائیل چندین عکس و ویدیو از شهروندان غزه که بر روی بام یکی از مدارس سازمان ملل که سازمان دفاعی اسرائیل از آن به عنوان منبع ذخیره تسلیحات یاد می‌کند، منتشر کرد. ویدیوی دیگر منتشر شده توسط سازمان دفاعی اسرائیل مربوط به سامی ابو زهری سخنگوی حماس است که اعلام می‌کند: «واقعیت این است که مردم ما مایلد خود را فدا کنند تا علیه هواپیماهای جنگی اسرائیل از خانه‌شان دفاع کنند و من باور دارم این استراتژی خود را اثبات می‌کند.» حماس به مردم غزه اعلام کرده تا از خانه خود خارج نشوند یا در انتظار هشدارهای اسرائیل باشند تا پیش از بمباران محل را ترک کنند. حماس به صورت رسمی استفاده از سپر انسانی در غزه را رد کرده است. نمایندهٔ سازمان ملل در دفتر همکاری‌های انسانی گفته است: «هیچ‌کس در غزه در امان نیست و کسی نمی‌تواند به جایی بگریزد چرا که همه جا در معرض بمباران است.»

### بمباران پناهگاه بیت‌حانون در ۲۴ ژوئیه
در ۲۴ ژوئیه (‎۲ مرداد) مدرسهٔ زیر نظرِ سازمان ملل در «بیت‌حانون» که برای پناهدهی به شهروندان مورد استفاده بود بمباران و ۱۳ شهروند-۱۵ کشته و ۱۵۰ نفر از آنان نیز زخمی‌شدند. چندین منبع خبری اسرائیل را مسئول این حمله معرفی کردند ولی ارتش اسرائیل اعلام کرد که مسئول این اقدام مشخص نیست و ممکن است که حماس مسئول باشد. به هرحال یک افسرِ آرش ارتشِ اسرائیل از امکان بمباران مدرسه توسط ارتش اسرائیل خبر داد ارتش اسرائیل اعلام کرد که مدرسهٔ بیت‌حانون به میدانِ نبرد تبدیل شده بود و پیش از آن از افراد حاضر در این تأسیسات خواسته شده بود تا محل را ترک نمایند. برای این کار نیز ۴-ساعت مهلت داده شده بود. «سازمان امور انسانی سازمانِ ملل» این موضوع را انکار کرد و گفت که ارتش اسرائیل به درخواست‌های ضروریِ این سازمان برای آتش‌بس پاسخ نداده است.

### اعلام پیش از حمله
ارتش اسرائیل اعلام نمود که پیش از حمله به منازل مورد نظرش، که ادعا می‌نماید که منزل اعضای حماس است، برای ساکنان پیامک فرستاده یا از طریق تلفن آن‌ها را خبر می‌کند. همچنین پیش از حمله به «شجاعیه» اعلامیه‌ای را بر سر شهر ریخته بود که از حملهٔ قریب‌الوقوع خبر داده بود. این موضوع مورد انتقاد بسیار از افراد و رسانه‌ها قرار گرفت. «جان استوارت» در برنامهٔ «نمایش روزانه» گفته بود که: «به کجا بروند؟ تا به حال نقشهٔ کوفتیِ غزه را دیده‌اید؟ یک طرف مرز بستهٔ اسرائیل است و یک طرف مرز بستهٔ مصر است. باید در دریا شنا کنند؟»
حماس نیز در مواردی از قبل مکان و زمان حمله را اطلاع‌رسانی می‌کرد.

### جنایت جنگی
ناوی پیلای، کمیسر عالی حقوق بشر سازمان ملل متحد گفت: استفاده نظامی از اماکن غیرنظامی و همچنین هدف قرار دادن آنها را خلاف قواعد بین‌المللی دانسته و به همین اعتبار هم اسرائیل و هم حماس را به ارتکاب جنایات جنگی متهم کرد. وی گفت اسرائیل عامدانه قوانین بین‌المللی را نادیده می‌گیرد. روزنامهٔ تایمز اسرائیل در مقاله‌ای این جنگ را نسل‌کشی قانونی خواند.

### استفاده شبه‌نظامیان از مدرسه‌ها، مسجدها و بیمارستان‌ها
این ادعا وجود دارد که حماس و سایر سازمان‌های شبه‌نظامی بارها در مدارس و مساجد تسلیحات ذخیره کرده‌اند باشند نیروهای دفاعی اسرائیل فیلمی عرضه کرده‌اند که ورودی یک تونل را نشان می‌دهد که در زیر یک مسجد بزرگ در غزه حفر شده. سازمان ملل وجود انبارهای تسلیحات در یکی از مدارس سازمان ملل در غزه را تأیید کرده است.

## کمک‌های مالی

### غزه
دولت آلمان ۹ میلیون یورو برای کمک‌های انسان‌دوستانه در اختیار آژانس امداد و کار سازمان ملل برای آوارگان فلسطینی و سازمان‌های غیردولتی قرار داد. وزارت امور خارجه آلمان اعلام کرد که این بودجه در اختیار آژانس امداد و کار سازمان ملل متحد برای آوارگان فلسطینی در خاورمیانه (UNRWA) و همچنین سازمان‌های غیردولتی قرار خواهد گرفت. این بودجه به مصرف بهداشت و سلامت فلسطینیان منطقه اختصاص خواهد یافت.

### اسرائیل
بنا بر تصویب کنگره ایالات متحده آمریکا، این کشور ۲۲۵ میلیون دلار دیگر به سامانهٔ دفاعی موشکی «گنبد آهنین» اسرائیل کمک مالی می‌کند. طرح تخصیص بودجهٔ بیشتر برای «گنبد آهنین» با ۳۹۵ رأی موافق در برابر ۸ رأی مخالف به تصویب رسید. این طرح باید به امضای باراک اوباما، رئیس‌جمهور آمریکا رسد تا اجرایی شود. نتانیاهو به غیر از آمریکا حمایت اصلی برای حمله به غزه را از عربستان به عنوان دومین متحد اعلام نشده خود دریافت کرد.

## بازخورد جهانی

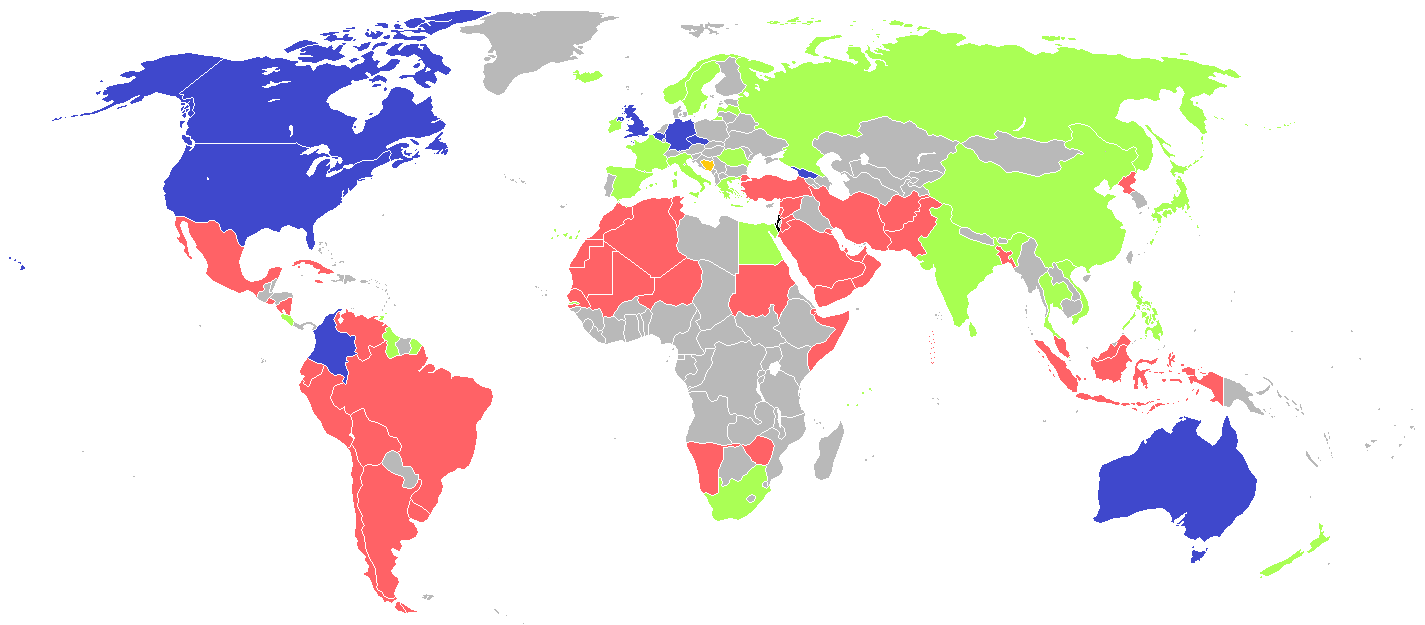
بیان‌گر وضعیتِ واکنش جهانی به عملیاتِ تیغهٔ حفاظتی است

| نوار غزه و اسرائیل کشورهایی که از دیدگاه اسرائیل حمایت می‌کنند و/یا پرتاپ موشک حماس را محکوم می‌کنند کشورهایی که کارهای اسرائیل را محکوم کردند و/یا از آن ابراز نارضایتی کردند کشورهایی که هیچ‌کس را و/یا هر دو طرف را، محکوم و/یا ابراز نارضایتی کردند |

### روز قدس ۲۰۱۴
در ۲۵ ژوئیه ۲۰۱۴ (‎۳ مرداد ۱۳۹۳ به مناسبت روز جهانی قدس میلیون‌های نفر از سراسر جهان برای آزادی فلسطین و پایان به اشغال آن از سوی اسرائیل تظاهرات برپاکردند. طرفداران فلسطین در افغانستان آلمان ایران لبنان استرالیا آفریقای جنوبی پاکستان هند عراق بحرین بلژیک انگلستان کرانه باختری کانادا اردن مصر سوریه ترکیه یمن عربستان سعودی کنیا نیجریه (۱۲ نفر کشته‌شدند) سودان الجزایربنگلادش قزاقستان ایالات متحده آمریکاپادشاهی متحده
تظاهرات روز قدس در فرانسه ممنوع اعلام شد. اما با وجود این ممنوعیت تظاهراتی در طرفداری از فلسطینی در پاریس برگزارشد.
سردار قاسم سلیمانی فرماندهٔ نیروی سپاه قدس در بیانیه‌ای از «مسلح‌سازی باریکهٔ غربی رود اردن» پشتیبانی کرد و اعلام کرد «ما تأکید می‌کنیم که در اصرار برای پیروزی مقاومت و بالابردن آن تا پیروزی ادامه خواهیم داد تا اینکه زمین و آسمان و دریا برای صهیونیست‌ها تبدیل به جهنم شود و قاتلان و مزدوران بدانند که حتی یک لحظه هم از دفاع از مقاومت، حمایت آن و پشتیبانی ملت فلسطین دست برنخواهیم داشت و تردیدی در این امر نخواهیم کرد.». رهبر ایران، سید علی خامنه‌ای در خطبهٔ روز عید فطر ۱۳۹۳، اسرائیل را «سگ هار خطاب» و این کشور را به «نسل‌کشی» متهم نمود

## بازتاب در رسانه‌ها و واکنش‌ها
پخش اخبارِ این نبرد، بازخوردهای متفاوتی داشته است. در بخش رسانه‌های انگلیسی زبان، منابع خبری آمریکایی با اسرائیل همراهی می‌کردند و منابع خبری بریتانیایی نیز انتقادهایی به اسرائیل را وارد کردند. دو جریان رسانه‌ای یکدیگر با به طرفداری یا ضد با اسرائیل متهم می‌کردند. در اسرائیل هاآرتص با عنوان «شِنِ نرمِ غزه … می‌تواند طوفان به پاکند» از عملیات اسرائیل خبر داد و اخطار داد که امکان دارد منجر به کشته شدن شهروندان فلسطینی در «ابعاد وسیع» گردد؛ و عنوان کرد: «اینجا از پیروزی خبری نیست».
تایمز اف اسرائیل در مقاله‌ای که با نامِ «هنگامی که نسل‌کشی مجاز است» نسل‌کشی فلسطینیان را برای رسیدن به امنیت را مجاز دانسته بود. اما پس از دریافت بازخوردهای آن پس از چند ساعت آن را از سایت این نشریه حذف کرد. جروسالم پست در مقاله‌ای در ۲۴ ژوئیه نیز از نابودی غزه، انتقال ساکنان به جای دیگر و نیز گسترش حدود اسرائیل صحبت کرده بود.

این موضوع که هر دولت مسئولِ امنیت و حفاظت از شهروندانش است موضوعی پذیرفتنی است. اگر رهبران سیاسی و متخصصان نظامی به این نتیجه رسیده‌اند که تنها راهِ رسیدن به این هدف از طریق نسل‌کشی است، در این صورت برای رسیدن به اهداف مسئولیتشان، نسل‌کشی مجاز است.

یوشنان گوردون، نویسنده تایم آف اسرائیل
خاویر باردم، پنه لوپه کروز و پدرو آلمودوار و چند تن دیگر طیِ نامه‌ای سرگشاده اقدامات اسرائیل را نسل‌کشی خوانده و خواستار پایان یافتن اقدامات اسرائیل شدند. جان ویت آن‌ها را نادان و پشتیبانی‌کنندهٔ افکار یهودی‌ستیزانه معرفی کرد. همچنین ادعاهایی وجود دارد که این افراد در «فهرست سیاه» هالیوود قرار گرفته‌اند.
هالیوود ریپورتر در مقاله‌ای با اشاره به همدردی‌های افراد مختلف با مردم فلسطین و سپس پس‌گرفتن آن نظرات بیان کرد: «قانون۱:در هالیوود دربارهٔ همه‌چیز صحبت کنید، به جز غزه». جوان ریور در مصاحبه‌ای «ساکنان فلسطین را مستحق مرگ» دانست و از مدافعان فلسطین به شدت انتقاد کرد. راجر واترز، مدونا، استیون هاوکینگ، جاناتان دمی، راسل برند نیز از دیگر افرادی بودند که از کشتار غیرنظامیان در فلسطین انتقاد کردند.
اصغر فرهادی و نسرین ستوده نیز در پویشی در نکوهش کشتار افراد بیگناه راه‌اندازی کردند که مورد توجه افراد مختلف قرار گرفت.
در مورد این جنگ هنرمندان به دوگروه تقسیم شدند که عده‌ای طرفدار اسرائیل و عده‌ای طرفدار فلسطینیان بودند
به‌دنبال تلفات کم‌نظیر کودکان غزه در حملات اسرائیل بعضی رسانه‌ها منجمله بعضی رسانه‌های کشورهای اسلامی و به‌طور خاص مسئولان و رسانه‌های جمهوری اسلامی ایران، حکومت اسرائیل را «رژیم کودک کش» نامیدند که پس از آن تاکنون نیز این عبارت در پوشش خبرها و گزارش‌های مرتبط، توسط این رسانه‌ها محور خبری قابل توجهی دارد.

## گالری تصاویر
| گالری تصاویر | گالری تصاویر | گالری تصاویر |
| ------------ | ------------ | ------------ |
|              |              |              |
|              |              |              |